# Aleksander Lipa

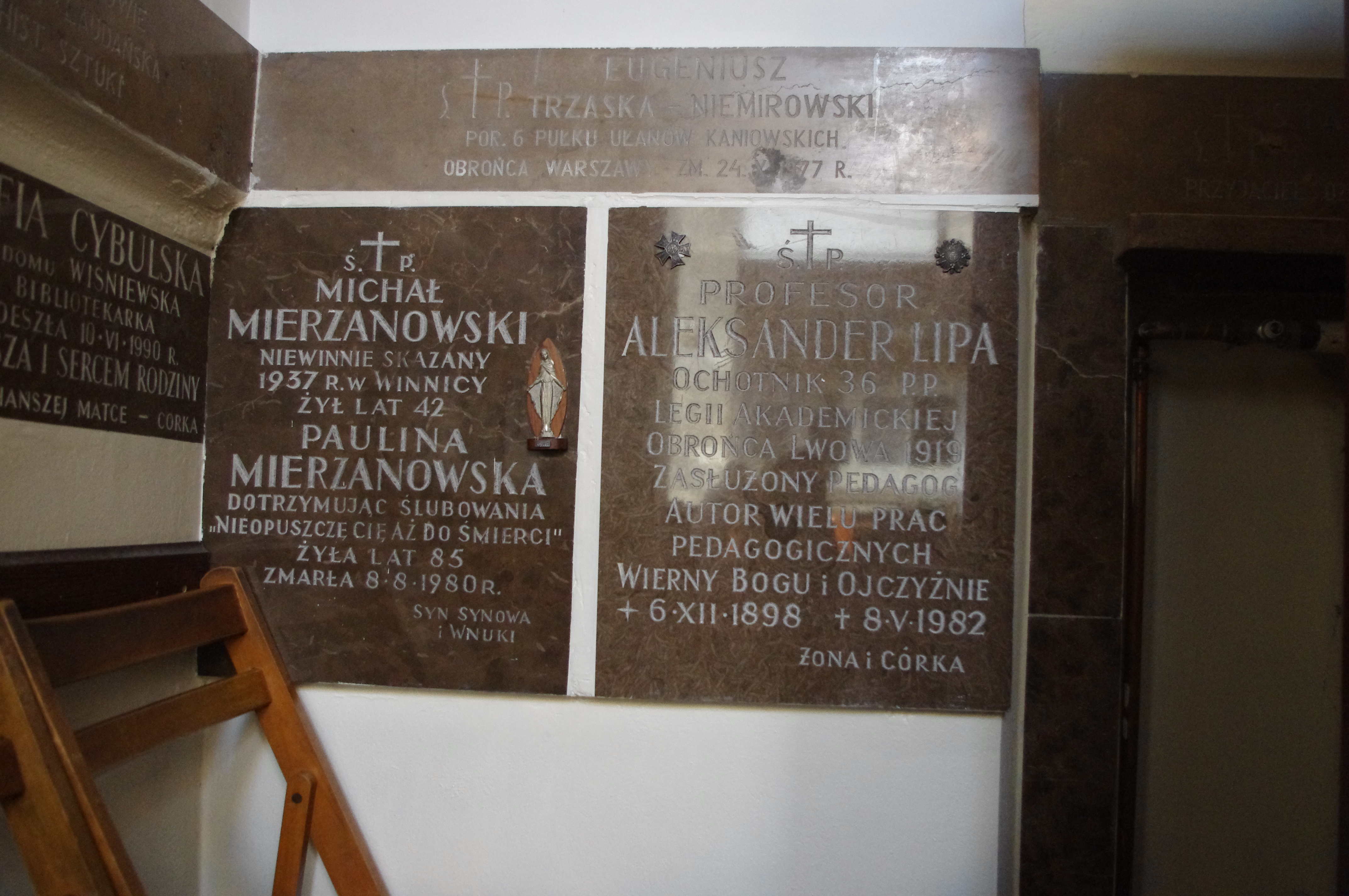
Tablica upamiętniająca Aleksandra Lipę w Kościele św. Stanisława Kostki w Warszawie

Aleksander Lipa (ur. 6 grudnia 1898, zm. 8 maja 1982) – polski pedagog, autor podręczników szkolnych, ochotnik 36 P.P. Legii Akademickiej, obrońca Lwowa w 1919 r.

## Wybrana bibliografia autorska
- „Arytmetyka gospodarcza : dla liceów ekonomicznych” (Warszawa; Wydawnictwa Szkolne i Pedagogiczne; 1974) (8 wydań)
- „Nauczanie technik obliczeniowych” (Warszawa; Wydawnictwa Szkolne i Pedagogiczne; 1978)